# Деркач Андрій Олексійович
Андрі́й Олексі́йович Дерка́ч (* 1977) — підполковник Збройних сил України, учасник російсько-української війни.

## Нагороди та вшанування
- Указом Президента України № 238/2016 від 23 серпня 2016 року за «особисту мужність і самовіддані дії, виявлені у захисті державного суверенітету та територіальної цілісності України» орденом «За мужність» IІI ступеня[1]
- Указом Президента України № 403/2017 5 грудня 2017 за "особисті заслуги у зміцненні обороноздатності Української держави, мужність і самовіддані дії, виявлені у захисті державного суверенітету та територіальної цілісності України, зразкове виконання військового обов'язку".медаль «За військову службу Україні».[1]
- Указом Президента України № 741/2019 від 10 жовтня 2019 року за «особисту мужність і самовіддані дії, виявлені у захисті державного суверенітету та територіальної цілісності України» орденом «За мужність» II ступеня[1]
- Указом Президента України № 517/2022 від 19 липня 2022 року нагороджений орденом Богдана Хмельницького III ст. — за особисту мужність і самовіддані дії, виявлені у захисті державного суверенітету та територіальної цілісності України, вірність військовій присязі.